# Камполонго-Маджоре
Камполонго-Маджоре, Камполонґо-Маджоре (італ. Campolongo Maggiore, вен. Canpołóngo Magior) — муніципалітет в Італії, у регіоні Венето, метрополійне місто Венеція.
Камполонго-Маджоре розташоване на відстані близько 390 км на північ від Рима, 26 км на південний захід від Венеції.
Населення — 10 478 осіб (2014).

## Демографія
Населення за роками:

Станом на 1 січня 2023 року в муніципалітеті офіційно проживали 663 іноземці з 36 країн, серед них 236 громадян країн Євросоюзу та 7 громадян України.

## Сусідні муніципалітети
- Кампанья-Лупія
- Кампоногара
- Фоссо
- Пьове-ді-Сакко
- Сант'Анджело-ді-Пьове-ді-Сакко